# Ukraiński Autokefaliczny Kościół Prawosławny

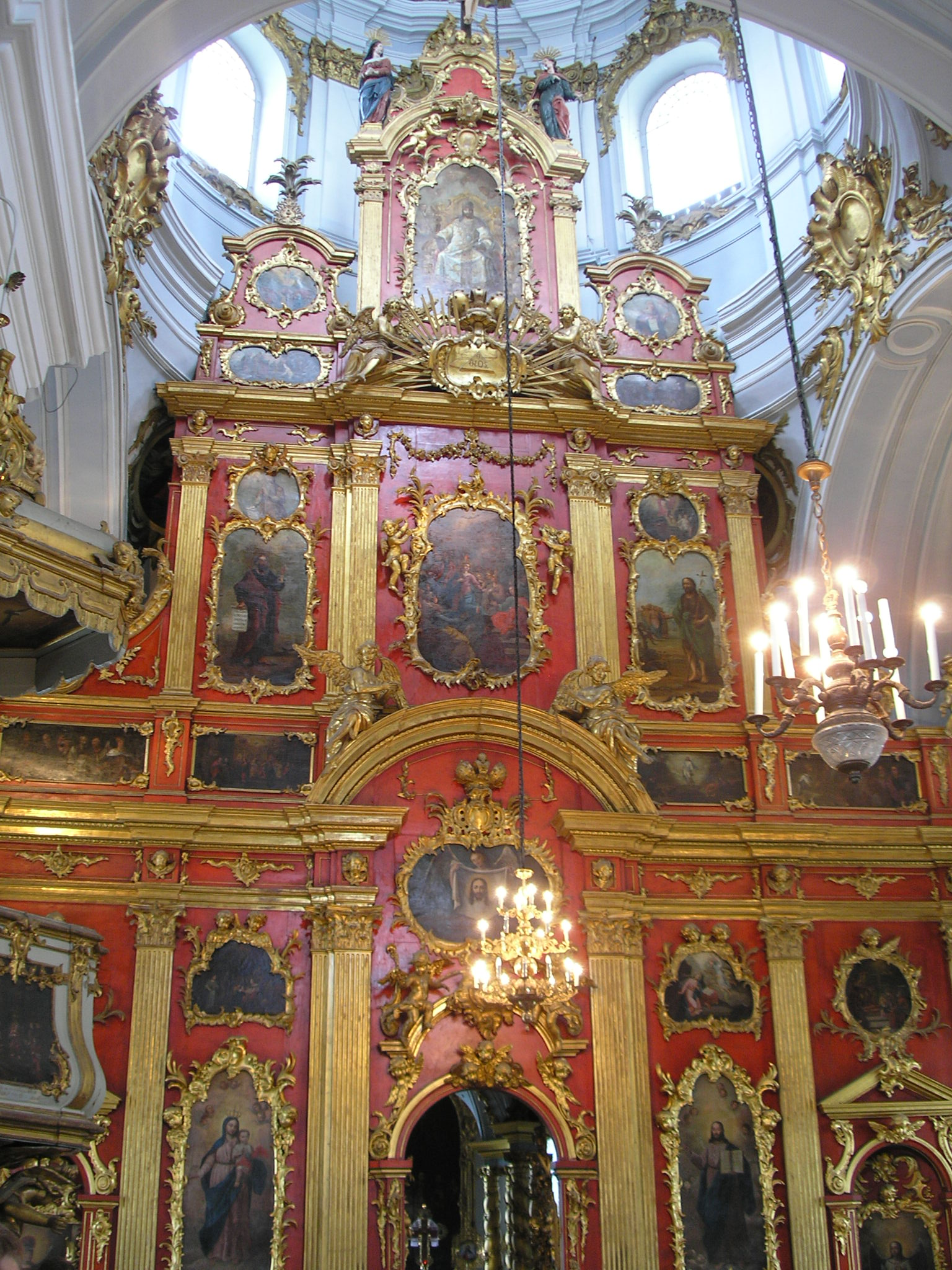
Wnętrze cerkwi św. Andrzeja w Kijowie

Ukraiński Autokefaliczny Kościół Prawosławny (ukr. Українська автокефальна православна церква) – istniejący do 15 grudnia 2018 Kościół prawosławny, wywodzący się z prawosławnej diaspory ukraińskiej w Stanach Zjednoczonych oraz w Europie Zachodniej. Członkowie Kościoła mieszkali głównie na zachodzie współczesnej Ukrainy. W latach 1989–2018 była to Cerkiew niekanoniczna. W 2018 r. została uznana przez Patriarchat Konstantynopolitański za legalnie działającą. W wyniku soboru zjednoczeniowego, który obradował w dniu 15 grudnia 2018 w Soborze Mądrości Bożej (Sofijskim) w Kijowie, duchowni Ukraińskiego Kościoła Prawosławnego Patriarchatu Kijowskiego, wespół z duchownymi Ukraińskiego Autokefalicznego Kościoła Prawosławnego oraz częścią duchownych Ukraińskiego Kościoła Prawosławnego Patriarchatu Moskiewskiego, powołali Kościół Prawosławny Ukrainy, a Ukraiński Autokefaliczny Kościół Prawosławny i Ukraiński Kościół Prawosławny Patriarchatu Kijowskiego rozwiązały się. Kościół Prawosławny Ukrainy otrzymał 6 stycznia 2019 od Patriarchatu Konstantynopolitańskiego status kanonicznej cerkwi autokefalicznej.

## Nazewnictwo i terminologia
Ukraiński Kościół Prawosławny nie jest jednolity. Na Ukrainie przed grudniem 2018 działały trzy struktury Kościoła Prawosławnego, wszystkie odwołujące się do dawniejszej tradycji i przywołujące jako swoje początki chrzest Rusi w roku 988 co jest datą symboliczną. Zarazem wszystkie te trzy struktury kościelne powstały w swoim obecnym kształcie po 1991 roku. Ukraiński Kościół Prawosławny Patriarchatu Kijowskiego i Ukraiński Autokefaliczny Kościół Prawosławny uważały się za Kościoły wyłącznie ukraińskie, natomiast Ukraiński Kościół Prawosławny Patriarchatu Moskiewskiego jest częścią rosyjskiego Kościoła Prawosławnego i podlega Patriarchatowi Moskiewskiemu. Podział Kościołów związany jest przede wszystkim z kwestiami politycznymi i nie objawia się w różnicach doktrynalno-teologicznych. Istotne są natomiast całkowicie odmienne interpretacje przeszłości Ukrainy i Rosji przy czym UKP PM zaprzecza odrębności dziejów ukraińskich traktując je część dziejów Rosji i rosyjskiego prawosławia.

## Historia
Osobne artykuły: Chrzest Rusi i Prawosławna metropolia kijowska.
Za legendarny początek chrześcijaństwa na Ukrainie uważa się obecność apostoła Andrzeja na terenie obecnego Kijowa, co upamiętnia tamtejszy Kościół św. Andrzeja.
Chrześcijaństwo napływało na tereny Ukrainy od południa i z Bizancjum. Pierwsze ośrodki chrześcijańskie powstały w Chersonezie, jaki był częścią imperium rzymskiego.
Za historyczne początki chrześcijaństwa na Ukrainie można uznać chrzest księżniczki Olgi w Konstantynopolu w 957 roku, od czego zaczęła się powolna chrystianizacja kraju przenikającego z Bizancjum. W 988 chrześcijaństwo przyjął kijowski książę Włodzimierz I, co jest dzisiaj uznawane za datę chrztu Rusi. Kościół kijowski stanowił metropolię w składzie Patriarchatu Konstantynopola i patriarcha ekumeniczny dokonywał konsekracji głowy ruskiego prawosławia. Metropolita rezydował w Kijowie.
Za istotną datę w historii Ukraińskiego Kościoła Prawosławnego należy uznać rok 1054, w jakim następuje rozłam chrześcijaństwa na Kościół wschodni i zachodni. Dopiero od tej daty można mówić o Kościele prawosławnym w odróżnieniu od Kościoła zachodniego.
Upadek Rusi Kijowskiej w wyniku najazdu mongolskiego zmienił w zasadniczy sposób sytuację prawosławia na terenie ziem ukraińskich. Metropolia kijowska pozostawała okresowo nieobsadzona lub mająca siedzibę poza Kijowem podlegając patriarchatowi w Konstantynopolu. Więzi z Bizancjum osłabły, choć Konstantynopol nadal pełnił rolę symbolu jednoczącego prawosławie.
Dziedzictwo Kijowa, który na dłuższy czas stracił znaczenie, podjęły trzy ośrodki: halicki, litewski i we Włodzimierzu nad Klaźmą.
Kościół Prawosławny na Ukrainie w wieku XVI pozostawał w większości na terenach będących pod panowaniem Wielkiego Księstwa Litewskiego. Ważną rolę odgrywała metropolia halicka (działająca w latach 1302-1347 oraz 1371-1401) następnie przeniesiona do Lwowa.
Istniała też metropolia litewska, mająca przez pewien czas siedzibę w Nowogródku a następnie w Wilnie, której metropolici tytułowali się m.in. jako kijowscy, haliccy i całej Rusi.
W 1299 metropolita Maksym przeniósł swoją siedzibę do Włodzimierza nad Klaźmą zatrzymując tytuł metropolity kijowskiego i całej Rusi[2]. W 1448 od kijowskiej metropolii wydzieliła się eparchia moskiewska, która nie podporządkowała się Konstantynopolowi. Jej dzieje przynależą do historii Rosyjskiego Kościoła Prawosławnego.
Wraz z unią lubelską niemal połowa obywateli Korony była wyznania prawosławnego. Intelektualnymi centrami prawosławia była Akademia Mohylańska  i Akademia Ostrogska.
Na mocy rozejmu andruszowskiego tereny Ukrainy na wschód od Dniepru (lewobrzeże) zostały oderwane od Rzeczypospolitej, a na mocy umowy z Konstantynopolem z 1686 roku Kościół prawosławny na Ukrainie podporządkowany został patriarchatowi w Moskwie. Umowa ta pozwalała m.in. na interwencje Katarzyny II w kwestie wyznaniowe w Rzeczypospolitej.
Prawosławie było wyznaniem Hetmanatu, który powstał w wyniku powstania Chmielnickiego, podnoszącego także obronę prawosławia.
Szczególny okres w sztuce sakralnej a także życia umysłowego związanego z prawosławiem przypada na okres hetmanatu Iwana Mazepy. W architekturze kościelnej szczególna odmiana stylu barokowego tej epoki nazywa się barokiem kozackim. Istotną rolę odgrywała też literatura polemiczna.
Wraz z likwidacją Hetmanatu i rozbiorami Rzeczypospolitej większość Ukraińskiego Kościoła Prawosławnego Kościoła znalazła się w cesarstwie rosyjskim. Zarazem od 1686 roku Kościół prawosławny na Ukrainie podporządkowany był Moskwie na mocy umowy z Konstantynopolem.
Polityka caratu w sprawach Kościoła prawosławnego służyła m.in. rusyfikacji ziem ukraińskich. W kolejnych latach różnice liturgiczne między metropolią kijowską a innymi eparchiami Rosyjskiego Kościoła Prawosławnego były stopniowo likwidowane, ryt unifikowano według wzorca moskiewskiego. Metropolia kijowska straciła również szczególną autonomię administracyjną.
Wyrazem rusyfikacji był m.in. nakaz budowy cerkwi w stylu moskiewsko-jarosławskim lub neobizantyńskim, co miało ujednolicić prawosławną architekturę kościelną w całym imperium.

## Współczesność
Działania zmierzające do nadania Kościołowi  prawosławiu na Ukrainie autokefalii rozpoczęły się po zakończeniu I wojny światowej, wraz z walką o niezależną Ukrainę. Zgodnie z tradycją autokefalię nadaje Patriarchat Ekumeniczny Konstantynopola za zgodą Kościoła, z którego nowy Kościół się bezpośrednio wywodzi. Zupełnie inaczej proces ten wyglądał na Ukrainie. W styczniu 1919 r. autokefalię Ukraińskiego Kościoła Prawosławnego ogłosił Dyrektoriat Ukraińskiej Republiki Ludowej z Symonem Petlurą na czele. W październiku 1921 r. Wszechukraiński Sobór Prawosławny, który odbył się w kijowskim Soborze Mądrości Bożej również ogłosił autokefalię. Początkowo władze radzieckie wspierały niezależność UKP. Pod ich wpływem w 1923 r. sobór RKP uznaje autokefalię ukraińskiego prawosławia. W styczniu 1930 r. pod przymusem zdecydowano o samorozwiązaniu Ukraińskiego Autokefalicznego Kościoła Prawosławnego (UAKP). W 1934 r. RKP odbiera UAKP autokefalię, a dwa lata później zlikwidowano ostatnią niezależną parafię.
Podczas niemieckiej okupacji ziem ukraińskich w latach II wojny światowej struktury UAKP zostają odnowione, ale po wyzwoleniu kraju większość hierarchów opuszcza Ukrainę, udając się głównie do Kanady i Stanów Zjednoczonych. W 1971 r. na czele UAKP stanął metropolita Mścisław, bratanek Symona Petlury.
Po obchodach milenium chrztu św. Włodzimierza powstał komitet odrodzenia ukraińskiej autokefalii, a w sierpniu 1989 r. we lwowskiej cerkwi św. św. Piotra i Pawła oficjalnie ogłoszono restytucję UAKP. Miesiąc później z RKP występuje biskup Jan (Bodnarczuk) i wstępuje do UAKP. W czerwcu 1990 r. odbył się Sobór UAKP, który uznał decyzję o likwidacji metropolii kijowskiej za niekanoniczną, i podjął o decyzję o powołaniu Patriarchatu Kijowskiego i Wszechukraińskiego z Mścisławem na czele. W 1992 r. znaczna część gmin przyłącza się do UKP PK, część pozostaje niezależna, ale po śmierci patriarchy Mścisława doszło do odnowienia struktur UAKP z Dymitrem (Jaremą) jako głową Kościoła.
Po śmierci patriarchy Dymitra w 2000 r. na czele Cerkwi stanął metropolita tarnopolski i podolski Metody (Kudriakow), kierujący Cerkwią do śmierci 24 lutego 2015. Nowym zwierzchnikiem Cerkwi wybrano w VI 2015 r. Makarego.
7 września 2018 r. patriarcha konstantynopolitański Bartłomiej mianował egzarchów (biskupów-namiestników) w Kijowie z zadaniem zbudowania cerkwi niezależnej od Rosyjskiej Cerkwi Prawosławnej, która skrytykowała tę decyzję jako naruszenie jej suwerenności. 11 października 2018 r. Patriarchat Konstantynopolitański ogłosił zdjęcie anatemy ze zwierzchnika Patriarchatu Kijowskiego Filareta, co oznaczało uznanie całej struktury za działającą legalnie. Jednocześnie uznał metropolitę Makarego za kanonicznego biskupa prawosławnego, przez co również UAKP stał się Kościołem kanonicznym.
W wyniku soboru zjednoczeniowego, który obradował w dniu 15 grudnia 2018 w Soborze Mądrości Bożej (Sofijskim) w Kijowie, duchowni Ukraińskiego Kościoła Prawosławnego Patriarchatu Kijowskiego, wespół z duchownymi Ukraińskiego Autokefalicznego Kościoła Prawosławnego oraz częścią duchownych Ukraińskiego Kościoła Prawosławnego Patriarchatu Moskiewskiego, powołali Kościół Prawosławny Ukrainy, a Ukraiński Autokefaliczny Kościół Prawosławny i Ukraiński Kościół Prawosławny Patriarchatu Kijowskiego rozwiązały się.

## Struktura wewnętrzna
Zgodnie z danymi PKU ds. Religii ze stycznia 2005 r. UAKP posiadał 1175 wspólnot religijnych z 702 duchownymi. Byli oni zgrupowani w 12 diecezjach kościoła. W 5 klasztorach i 7 misjach Kościoła przebywało łącznie 16 osób. W 7 szkołach UAKP nauczał 169 słuchaczy w systemie dziennym i 76 w systemie zaocznym. Oprócz tego prowadził 361 niedzielnych szkół i wydawał 7 tytułów prasowych.